# Isztambul pályázata a 2020. évi nyári olimpiai játékokra
Isztambult a NOB 123. ülésszakán, 2011. július 7-én jelentették be pályázóként, majd július 24-én Törökország megerősítette a szándékot. Törökország pályázatát hivatalosan 2011. augusztus 13-án jelentette be Recep Tayyip Erdoğan miniszterelnök. Ez Isztambul ötödik kísérlete a nyári olimpiai játékok megrendezésére.
Isztambulban több modern sporthelyszín is található. A Türk Telekom Arena, az Atatürk Olimpiai Stadion és a Şükrü Saracoğlu Stadion, amelyek a 21. század elején épültek vagy lettek átépítve, Isztambul három kiemelt stadionja.

## A szavazás menete
Az első körben Tokió 42, Isztambul és Madrid pedig 26-26 szavazatot kapott, ezért plusz szavazást kellett tartani, hogy a II. körbe Madrid vagy Isztambul jusson-e be (Tokió a plusz szavazáson nem vett részt, mert a legtöbb szavazatot megszerezte, így garantált helye volt a II. körbe). A plusz szavazást Isztambul nyerte 49 szavazattal, 4 szavazattal győzte le a 45 szavazatot szerző Madridot. A második körbe így végül Tokió és Isztambul jutott be. A második körben Tokió 60, de Isztambul csak 36 szavazatot szerzett, így Tokió rendezheti a 2020. évi nyári olimpiai játékokat.

## Fordítás
Ez a szócikk részben vagy egészben  a(z)   2020 Summer Olympics című angol Wikipédia-szócikk fordításán alapul.  Az eredeti cikk szerkesztőit annak laptörténete sorolja fel. Ez a jelzés csupán a megfogalmazás eredetét és a szerzői jogokat jelzi, nem szolgál a cikkben szereplő információk forrásmegjelöléseként.